# Сахат-Кула (Подгорица)
Сахат-Кула — часовая башня времен османского владычества в Подгорице, Черногория. Старинное каменное здание, расположенное на площади Бечир-бега Османагича в историческом районе Стара Варош. Это редкое сооружение Подгорицы, которое пережило бомбардировку Подгорицы во время Второй мировой войны. Высота башни — 16 метров.

## История
Часовая башня высотой 16 метров была построена в 1667 году по приказу турецкого визиря Хаджи-паши Османагича. Согласно источникам, часы для башни были заказаны из Италии.
Долгое время башня использовалась не только как городские часы, но и как смотровая площадка для военных целей. На башенные часы был установлен колокол с гирьками, поэтому они использовались в качестве курантов. Башня получала дневной свет через каменные отверстия в стене.

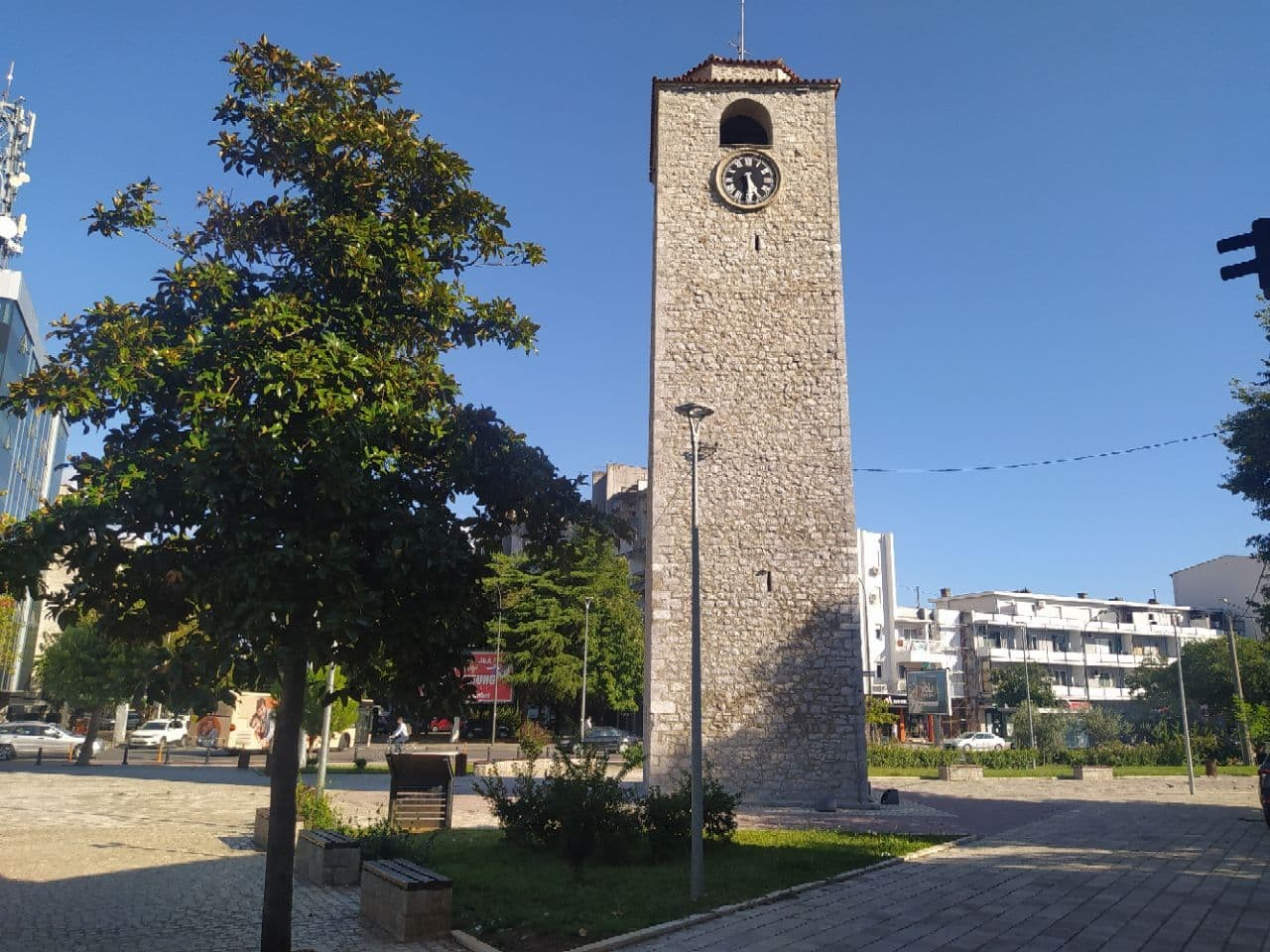
Часы на башне

Башня с часами сообщала время жителям города, а пространство вокруг неё было одновременно местом сбора и общения подгоричан.
До начала XX века Сахат-Кула была самым высоким строением в Подгорице. После начала строительства Мирковой Вароши в 1886 году город разросся на правом берегу Рибницы. Там были построены многоэтажные здания, такие как отели «Империал», «Ядран», «Европа» и «Балканы», высота которых превысила размер башни.
Рядом с часовой башней находились Зетские ворота, которые были самыми большими и загруженными из четырёх городских ворот, ведущих в Подгорицу.
Часовой механизм отремонтировали в январе 2012 года. Он был привезен из Франции, при этом внешний вид часов остался прежним.
Около 1890 года после освобождения Подгорицы от турок на вершине сооружения был установлен крест, который был снят при реконструкции башни в 2017 году, финансируемой турецкой организацией «Тика». Это вызвало возмущение жителей, потребовавших вернуть простоявший на башне больше 100 лет крест обратно.
Сегодня Сахат-Кула является важным историческим местом Черногории, символом, визитной карточкой и одной из основных туристических достопримечательностей Подгорицы.